# Ski acrobatique aux Jeux olympiques de 2014 - Bosses femmes
Navigation
Vancouver 2010 Pyeongchang 2018
L'épreuve des bosses féminine des Jeux olympiques d'hiver de 2014 a lieu le 6 et 8 février 2014 au parc extrême Rosa Khutor. L'épreuve est présente depuis les Jeux olympiques d'hiver de 1992 qui se sont déroulés à Albertville, soit lors de l'apparition officielle du ski acrobatique au programme olympique.
La tenante du titre est l'Américaine Hannah Kearney qui a remporté l'épreuve à Vancouver en 2010 devant la Canadienne Jennifer Heil, médaille d'argent, et une autre Américaine Shannon Bahrke, médaille de bronze.

## Médaillées
| Or                               | Argent                         | Bronze                      |
| Justine Dufour-Lapointe (Canada) | Chloé Dufour-Lapointe (Canada) | Hannah Kearney (États-Unis) |

## Résultats

### Qualification
Lors du 1er tour de qualification, les 10 meilleures athlètes sont qualifiés directement pour la finale. Les autres, participent au second tour de qualification.

Légende :

QF : qualifié pour la finale (Qualified directly for the Final)
QS : qualifié pour la demi-finale (Qualified for the Semifinal)
DNF : n'a pas terminé la course (Did Not Finished)
DNS : n'a pas pris le départ (Did Not Start)

#### Qualification 1
| Rang | Dossard | Athlète                 | Nationalité        | Temps | Score | Score | Score | Total | Notes |
| Rang | Dossard | Athlète                 | Nationalité        | Temps | Tours | Air   | Temps | Total | Notes |
| ---- | ------- | ----------------------- | ------------------ | ----- | ----- | ----- | ----- | ----- | ----- |
| 1    | 1       | Hannah Kearney          | États-Unis         | 30.14 | 12.6  | 4.46  | 5.99  | 23.05 | QF    |
| 2    | 3       | Chloé Dufour-Lapointe   | Canada             | 30.80 | 12.3  | 4.62  | 5.72  | 22.64 | QF    |
| 3    | 2       | Justine Dufour-Lapointe | Canada             | 32.02 | 12.3  | 4.74  | 5.24  | 22.28 | QF    |
| 4    | 7       | Eliza Outtrim           | États-Unis         | 30.79 | 11.1  | 4.68  | 5.73  | 21.51 | QF    |
| 5    | 18      | Perrine Laffont         | France             | 31.92 | 11.2  | 4.86  | 5.28  | 21.34 | QF    |
| 6    | 6       | Yulia Galysheva         | Kazakhstan         | 30.89 | 10.4  | 5.08  | 5.69  | 21.17 | QF    |
| 7    | 12      | Aiko Uemura             | Japon              | 30.74 | 10.7  | 4.56  | 5.75  | 21.01 | QF    |
| 8    | 5       | Maxime Dufour-Lapointe  | Canada             | 31.22 | 11.3  | 4.02  | 5.56  | 20.88 | QF    |
| 9    | 30      | Audrey Robichaud        | Canada             | 33.55 | 11.0  | 4.98  | 4.63  | 20.61 | QF    |
| 10   | 15      | Regina Rakhimova        | Russie             | 31.02 | 10.4  | 4.44  | 5.64  | 20.48 | QF    |
| 11   | 13      | Nikola Sudová           | République tchèque | 31.30 | 10.9  | 3.96  | 5.52  | 20.38 |       |
| 12   | 8       | Britteny Cox            | Australie          | 31.74 | 10.4  | 4.44  | 5.35  | 20.19 |       |
| 13   | 16      | Deborah Scanzio         | Italie             | 30.56 | 9.7   | 4.50  | 5.82  | 20.02 |       |
| 14   | 10      | Heather McPhie          | États-Unis         | 31.65 | 10.3  | 4.23  | 5.39  | 19.92 |       |
| 15   | 14      | Junko Hoshino           | Japon              | 30.95 | 9.5   | 4.56  | 5.66  | 19.72 |       |
| 16   | 28      | Taylah O'Neill          | Australie          | 33.14 | 10.0  | 3.78  | 4.79  | 18.57 |       |
| 17   | 21      | Nicole Parks            | Australie          | 31.45 | 9.0   | 4.02  | 5.47  | 18.49 |       |
| 18   | 34      | Elena Muratova          | Russie             | 31.65 | 9.2   | 3.36  | 5.39  | 17.95 |       |
| 19   | 23      | Marika Pertakhiya       | Russie             | 29.64 | 7.5   | 3.84  | 6.19  | 17.53 |       |
| 20   | 33      | Tereza Vaculíková       | République tchèque | 34.03 | 9.3   | 3.72  | 4.44  | 17.46 |       |
| 21   | 31      | Ning Qin                | Chine              | 32.10 | 7.5   | 4.12  | 5.21  | 16.83 |       |
| 22   | 24      | Arisa Murata            | Japon              | 31.33 | 7.0   | 4.18  | 5.51  | 16.69 |       |
| 23   | 27      | Darya Rybalova          | Kazakhstan         | 33.34 | 8.7   | 2.83  | 4.71  | 16.24 |       |
| 24   | 32      | Seo Jee-Won             | Corée du Sud       | 33.49 | 8.9   | 2.40  | 4.65  | 15.95 |       |
| 25   | 19      | Ekaterina Stolyarova    | Russie             | 38.78 | 3.5   | 2.4   | 2.54  | 8.44  |       |
| 26   | 22      | Laura Grasemann         | Allemagne          | 37.72 | 0.3   | 3.54  | 2.97  | 6.81  |       |
| —    | 26      | Hedvig Wessel           | Norvège            | DNF   | DNF   | DNF   | DNF   | DNF   |       |
| —    | 4       | Heidi Kloser            | États-Unis         | DNS   | DNS   | DNS   | DNS   | DNS   |       |
| —    | 29      | Seo Jung-Hwa            | Corée du Sud       | DNS   | DNS   | DNS   | DNS   | DNS   |       |
| —    | 35      | Miki Ito                | Japon              | DNS   | DNS   | DNS   | DNS   | DNS   |       |

#### Qualification 2
| Rang | Dossard | Athlète              | Nationalité        | Temps | Score | Score | Score | Total | Notes |
| Rang | Dossard | Athlète              | Nationalité        | Temps | Tours | Air   | Temps | Total | Notes |
| ---- | ------- | -------------------- | ------------------ | ----- | ----- | ----- | ----- | ----- | ----- |
| 1    | 19      | Ekaterina Stolyarova | Russie             | 31.97 | 10.9  | 5.16  | 5.26  | 21.32 | Q     |
| 2    | 16      | Deborah Scanzio      | Italie             | 31.04 | 11.0  | 4.38  | 5.63  | 21.01 | Q     |
| 3    | 13      | Nikola Sudová        | République tchèque | 31.48 | 11.5  | 3.48  | 5.45  | 20.43 | Q     |
| 4    | 8       | Britteny Cox         | Australie          | 31.48 | 10.1  | 4.38  | 5.45  | 19.93 | Q     |
| 5    | 24      | Arisa Murata         | Japon              | 32.65 | 9.7   | 4.69  | 4.99  | 19.38 | Q     |
| 6    | 10      | Heather McPhie       | États-Unis         | 31.21 | 9.7   | 3.59  | 5.56  | 18.85 | Q     |
| 7    | 28      | Taylah O'Neill       | Australie          | 33.39 | 9.4   | 3.72  | 4.69  | 17.81 | Q     |
| 8    | 21      | Nicole Parks         | Australie          | 32.65 | 8.7   | 4.08  | 4.99  | 17.77 | Q     |
| 9    | 31      | Ning Qin             | Chine              | 31.60 | 8.8   | 3.54  | 5.41  | 17.75 | Q     |
| 10   | 23      | Marika Pertakhiya    | Russie             | 31.10 | 7.8   | 3.54  | 5.60  | 16.94 | Q     |
| 11   | 34      | Elena Muratova       | Russie             | 33.36 | 9.3   | 2.64  | 4.70  | 16.64 |       |
| 12   | 22      | Laura Grasemann      | Allemagne          | 33.46 | 7.3   | 3.80  | 4.66  | 15.76 |       |
| 13   | 32      | Seo Jee-Won          | Corée du Sud       | 33.02 | 7.8   | 2.76  | 4.84  | 15.40 |       |
| 14   | 29      | Seo Jung-Hwa         | Corée du Sud       | 33.56 | 6.6   | 2.94  | 4.62  | 14.16 |       |
| 15   | 14      | Junko Hoshino        | Japon              | 32.37 | 1.4   | 3.12  | 5.10  | 9.62  |       |
| 16   | 26      | Hedvig Wessel        | Norvège            | 36.47 | 1.0   | 1.74  | 3.47  | 6.21  |       |
|      | 33      | Tereza Vaculíková    | République tchèque | DNF   | DNF   | DNF   | DNF   | DNF   |       |
|      | 27      | Darya Rybalova       | Kazakhstan         | DNS   | DNS   | DNS   | DNS   | DNS   |       |
|      | 4       | Heidi Kloser         | États-Unis         | DNS   | DNS   | DNS   | DNS   | DNS   |       |
|      | 35      | Miki Ito             | Japon              | DNS   | DNS   | DNS   | DNS   | DNS   |       |

### Finales

#### Finale 1
Sur les vingt concurrentes au départ, 12 sont qualifiées pour la finale 2.
| Rang | Dossard | Athlète                 | Nationalité        | Temps | Score | Score | Score | Total | Notes |
| Rang | Dossard | Athlète                 | Nationalité        | Temps | Tours | Air   | Temps | Total | Notes |
| ---- | ------- | ----------------------- | ------------------ | ----- | ----- | ----- | ----- | ----- | ----- |
| 1    | 13      | Nikola Sudová           | République tchèque | 30.76 | 12.0  | 4.08  | 5.74  | 21.82 | Q     |
| 2    | 7       | Eliza Outtrim           | États-Unis         | 31.70 | 11.7  | 4.74  | 5.37  | 21.81 | Q     |
| 3    | 3       | Chloé Dufour-Lapointe   | Canada             | 31.90 | 12.1  | 4.26  | 5.29  | 21.65 | Q     |
| 4    | 2       | Justine Dufour-Lapointe | Canada             | 31.82 | 11.3  | 4.92  | 5.32  | 21.54 | Q     |
| 5    | 6       | Yulia Galysheva         | Kazakhstan         | 30.73 | 10.8  | 4.71  | 5.75  | 21.26 | Q     |
| 6    | 15      | Regina Rakhimova        | Russie             | 31.84 | 10.9  | 4.98  | 5.31  | 21.19 | Q     |
| 7    | 1       | Hannah Kearney          | États-Unis         | 31.54 | 11.6  | 3.92  | 5.43  | 20.95 | Q     |
| 8    | 8       | Britteny Cox            | Australie          | 30.87 | 10.2  | 4.98  | 5.70  | 20.88 | Q     |
| 9    | 22      | Aiko Uemura             | Japon              | 30.68 | 10.4  | 4.26  | 5.77  | 20.43 | Q     |
| 10   | 10      | Audrey Robichaud        | Canada             | 33.20 | 10.9  | 4.74  | 4.77  | 20.41 | Q     |
| 11   | 5       | Maxime Dufour-Lapointe  | Canada             | 31.90 | 10.9  | 4.14  | 5.29  | 20.33 | Q     |
| 12   | 16      | Deborah Scanzio         | Italie             | 29.94 | 9.8   | 4.25  | 6.07  | 20.12 | Q     |
| 13   | 10      | Heather McPhie          | États-Unis         | 30.24 | 10.0  | 4.10  | 5.95  | 20.05 |       |
| 14   | 18      | Perrine Laffont         | France             | 32.82 | 10.2  | 3.66  | 4.92  | 18.78 |       |
| 15   | 21      | Nicole Parks            | Australie          | 32.05 | 9.3   | 3.84  | 5.23  | 18.37 |       |
| 16   | 28      | Taylah O'Neill          | Australie          | 33.03 | 9.8   | 3.54  | 4.84  | 18.18 |       |
| 17   | 23      | Marika Pertakhiya       | Russie             | 31.11 | 8.5   | 3.48  | 5.60  | 17.58 |       |
| 18   | 31      | Ning Qin                | Chine              | 32.04 | 7.8   | 4.23  | 5.23  | 17.26 |       |
| 19   | 19      | Ekaterina Stolyarova    | Russie             | 34.85 | 4.0   | 2.88  | 4.11  | 10.99 |       |
|      | 24      | Arisa Murata            | Japon              | DNS   | DNS   | DNS   | DNS   | DNS   |       |

#### Finale 2
Parmi les 12 concurrentes au départ, 6 sont qualifiées pour la finale 3, qui attribue le podium olympique.
| Rang | Dossard | Athlète                 | Nationalité        | Temps | Score | Score | Score | Total | Notes |
| Rang | Dossard | Athlète                 | Nationalité        | Temps | Tours | Air   | Temps | Total | Notes |
| ---- | ------- | ----------------------- | ------------------ | ----- | ----- | ----- | ----- | ----- | ----- |
| 1    | 1       | Hannah Kearney          | États-Unis         | 31.18 | 11.3  | 5.06  | 5.57  | 21.93 | Q     |
| 2    | 3       | Chloé Dufour-Lapointe   | Canada             | 31.97 | 12.0  | 4.44  | 5.26  | 21.70 | Q     |
| 3    | 2       | Justine Dufour-Lapointe | Canada             | 31.96 | 11.7  | 4.68  | 5.26  | 21.64 | Q     |
| 4    | 8       | Britteny Cox            | Australie          | 30.73 | 10.8  | 5.04  | 5.75  | 21.59 | Q     |
| 5    | 7       | Eliza Outtrim           | États-Unis         | 31.90 | 11.2  | 5.04  | 5.29  | 21.53 | Q     |
| 6    | 22      | Aiko Uemura             | Japon              | 31.19 | 10.9  | 4.68  | 5.57  | 21.15 | Q     |
| 7    | 6       | Yulia Galysheva         | Kazakhstan         | 30.52 | 10.8  | 4.48  | 5.84  | 21.12 |       |
| 8    | 15      | Regina Rakhimova        | Russie             | 31.89 | 11.1  | 4.68  | 5.29  | 21.07 |       |
| 9    | 13      | Nikola Sudová           | République tchèque | 32.09 | 11.8  | 3.96  | 5.21  | 20.97 |       |
| 10   | 10      | Audrey Robichaud        | Canada             | 33.50 | 10.9  | 4.80  | 4.65  | 20.35 |       |
| 11   | 16      | Deborah Scanzio         | Italie             | 29.59 | 9.6   | 4.26  | 6.21  | 20.07 |       |
| 12   | 5       | Maxime Dufour-Lapointe  | Canada             | 31.25 | 9.8   | 3.30  | 5.54  | 18.64 |       |

#### Finale 3
| Rang                                | Dossard | Athlète                 | Nationalité | Temps | Score | Score | Score | Total | Notes |
| Rang                                | Dossard | Athlète                 | Nationalité | Temps | Tours | Air   | Temps | Total | Notes |
| ----------------------------------- | ------- | ----------------------- | ----------- | ----- | ----- | ----- | ----- | ----- | ----- |
| Médaille d'or, Jeux olympiques      | 2       | Justine Dufour-Lapointe | Canada      | 31.56 | 12.1  | 4.92  | 5.42  | 22.44 |       |
| Médaille d'argent, Jeux olympiques  | 3       | Chloé Dufour-Lapointe   | Canada      | 31.71 | 12.1  | 4.20  | 5.36  | 21.66 |       |
| Médaille de bronze, Jeux olympiques | 1       | Hannah Kearney          | États-Unis  | 31.04 | 11.1  | 4.76  | 5.63  | 21.49 |       |
| 4                                   | 22      | Aiko Uemura             | Japon       | 30.46 | 10.6  | 4.20  | 5.86  | 20.66 |       |
| 5                                   | 8       | Britteny Cox            | Australie   | 31.19 | 10.2  | 3.66  | 5.57  | 19.43 |       |
| 6                                   | 7       | Eliza Outtrim           | États-Unis  | 31.49 | 9.9   | 4.02  | 5.45  | 19.37 |       |